# Иванов, Алексей Виссарионович
Алексей Виссарионович Иванов (19.08.1921 — ?) — советский металлург, лауреат Государственной премии СССР 1969 года.
Родился 19.08.1921 в с. Нижний Тарей (Бурятия, сейчас — Джидинский район). Член КПСС с 1944 года.
С 15.10.1939 по 1946 год служил в РККА. Участник войны, командир отделения подвоза горючего 204-й стрелковой дивизии, награждён орденами Красной Звезды (04.11.1943), Отечественной войны II степени (06.04.1985), медалями «За боевые заслуги», «За оборону Москвы», «За победу над Германией».
В 1951 году окончил Иркутский горно-металлургический институт.
С 1952 по 1967 год работал на Балхашском горнометаллургическом комбинате: инженер, секретарь парткома, В 1957—1967 гг. начальник металлургического цеха.
С 1967 года главный инженер Алмалыкского горнометаллургического комбината. Упоминается в этой должности в 1978 году.
Лауреат Государственной премии СССР 1969 года (в составе коллектива) — за разработку и внедрение новых прогрессивных технологических процессов по резкому увеличению выплавки меди с применением кислорода и комплексному использованию сырья с получением рениевой продукции и серной кислоты из отходящих газов конвертеров.